# Praia da Barca
A Praia da Barca é uma zona balnear portuguesa localizada no município de São Roque do Pico, ilha do Pico, Açores.